# Roma II
Roma II este expresia utilizată adesea pentru a desemna proiectul de instrument comunitar privind legea aplicabilă și obligațiile necontractuale, semnată sub auspiciile Comunității Economice Europene.